# Suncus malayanus
Suncus malayanus es una especie de musaraña de la familia Soricidae.

## Distribución geográfica
Se encuentra en Malasia y Tailandia.

## Hábitat
Su hábitat natural son: zonas tropicales o subtropicales, de bosques áridos.